# Albert Bousser
Albert Bousser (Alzingen, 8 de febrer de 1906 - Ciutat de Luxemburg, 2 de maig de 1995) fou un polític, inspector ferroviari, sindicalista i escriptor luxemburguès, membre del Partit Socialista dels Treballadors (LSAP) i el seu president entre 1952 i 1954.
Bousser va estudiar a París en l'École du Génie Civil, i després d'això va exercir com a inspector de ferrocarril de Chemins de Fer Luxembourgeois, on va treballar fins al 1969. Va ser secretari (1945-1954) del sindicat dels treballadors dels ferrocarrils, i després president (1.954 a 1.964).
Bousser va entrar a la Cambra de Diputats el 1946, lloc on es va mantenir fins a 1964, quan va ser nomenat ministre de Transports i ministre d'Obres Públiques (1964 a 1969). Va ser regidor breument a l'Ajuntament de Luxemburg (1950-1951) i després alcalde d'Hesperange.
Va tenir un paper decisiu, el 1971, a la formació el Partit Socialdemòcrata. Va ser escollit de nou, membre de la Cambra de Diputats de 1974 fins al 1979.

## Obres literàries
- Bousser, Albert: Vom Dorfjungen über zwei Weltkriege zum Minister. Impr. Victor 1973 (alemany)
- Bousser, Albert: "Die Flügelradmänner und ihre konservativen Widersacher" In FNCTTFEL: 75 Joer Landesverband. 1984

### Col·laboració a diaris
- Les Cahiers luxembourgeois revue libre des lettres, des sciences et des arts.(francès)
- Tageblatt / Escher Tageblatt = Journal d'Esch. Zeitung fir Lëtzebuerg.(alemany)